# Hotel Heidelberg: Wir sind die Neuen
Wir sind die Neuen ist ein deutscher Fernsehfilm von Edzard Onneken aus dem Jahr 2019. Es ist der siebte Film der Filmreihe Hotel Heidelberg mit Susanna Simon, Meike Droste und Stephan Grossmann in den Hauptrollen.

## Handlung
Die neuen Hotelbesitzer Karin Berger und Mascha Hillinger wollen das Hotel Heidelberg zwar im alten Stil fortführen, aber dennoch einige Neuerungen einführen. Zunächst soll alles von Grund auf renoviert werden. Zum Ärger von Köchin Daniela Frommert soll dies auch in ihrem Revier passieren und das Speisenangebot auf vegane Kost umgestellt werden. Der Einwand, dass so manche Gäste nur der gut bürgerlichen Küche wegen einchecken würden, sorgt für erste Unstimmigkeiten zwischen den Schwestern und Finanzchef Stefan Kramer. Schon bald trifft der vegane Koch John Lindquist ein und kann Chefköchin Daniela im Handumdrehen von seiner Kochkunst begeistern.
Für weitere Neuerungen soll die Einrichtung von City-Apartments in der Heidelberger Innenstadt sorgen, da im Hotel die Zahl der Übernachtungsmöglichkeiten begrenzt ist. Das dazu auserwählte Objekt befindet sich bereits in der Grundsanierung und soll zu sechs großflächigen Luxusapartments ausgebaut werden. Bei der ersten Besichtigung sind Karin und Mascha skeptisch, dass der vereinbarte Termin der Fertigstellung gehalten werden kann.
Neben dem Hotel müssen sich die Schwestern aber auch noch mit um die Firma ihres verstorbenen Vaters kümmern. Die gutgehende Keksfabrik läuft unter der Leitung ihres Halbbruders Michi Hillinger, der aus der zweiten Ehe ihres Vaters stammt. Michi und seine Mutter, die ebenfalls mit im Aufsichtsrat der Hillinger-Keksfabrik vertreten ist, würden die Firma gern allein übernehmen und bieten deshalb Karin und Mascha an, ihnen ihre Anteile auszuzahlen. Die Schwestern lehnen das Angebot aber ab.
Der Tag der Wiedereröffnung des Hotel Heidelberg ist gekommen und die Gäste treffen ein. Auch die Presse ist vertreten und alles läuft bestens. Bis zum Abend, als plötzlich im gesamten Hotel der Strom ausfällt. Der Fehler ist so schnell nicht zu finden und für die Küche stellt dies eine besondere Herausforderung dar. Die Gäste nehmen es sportlich und sehen in allem die positive und romantische Seite. Nachdem sich herausstellt, dass der Stromausfall möglicherweise auf Sabotage beruht und auch beim Ausbau der City-Apartments immer wieder unerwartete Probleme auftreten, müssen die Schwestern befürchten, dass ihr Bruder Michi dahinter steckt. Mit Stefan Kramers Hilfe gelingt es ihnen die Verschwörung aufzudecken, die dazu dienen sollte die Schwestern finanziell so unter Druck zu setzen, dass sie ihre Firmenanteile verkaufen müssen.
Das Familienhotel macht seinem Namen alle Ehre, als unerwartet Maschas Tochter Laura mit ihrem kleinen Sohn auftaucht. Laura hatte vier Jahre keinen Kontakt zu ihrer Mutter, was eigentlich auch so bleiben sollte. Doch nachdem Lauras Beziehung zerbrochen ist, wusste sie keinen anderen Rat, als zurück zu ihrer Mutter zu gehen. Dabei kommt zutage, dass Laura einer Affäre von Mascha mit ihrem Schwager entstammt. Als Karin das erfährt, packt sie ihre Sachen und will auf der Stelle abreisen. Dank Lauras Engagement lässt sich Karin überzeugen, doch in Heidelberg zu bleiben.

## Hintergrund
Wir sind die Neuen wurde im Auftrag von ARD Degeto von der „Calypso Entertainment“ produziert und vom 9. Oktober bis zum 5. Dezember 2018 in Köln, Euskirchen und Heidelberg gedreht.

## Rezeption

### Einschaltquote
Die Erstausstrahlung von Wir sind die Neuen erfolgte am 31. Mai 2019 und wurde in Deutschland von 2,99 Millionen Zuschauern gesehen. Er erreichte einen Marktanteil von 11,3 Prozent für Das Erste.

### Kritiken
Rainer Tittelbach von Tittelbach.tv meinte: „‚Hotel Heidelberg‘ ohne Frier und Herbst – da war anfangs die Skepsis groß. Lässt man sich aber vorurteilsfrei und ohne vorschnelle Vergleiche auf Susanna Simon und Meike Droste beziehungsweise die taffe, aber durchaus emotional lernfähige Managerfrau und die flippig-alternative Optimistin ein, dann muss man sagen, besitzen die Neuen ein größeres Potenzial für künftige Geschichten als die ‚Alten‘.“ „Gefühlt scheinen die Filme ein bisschen flotter geschnitten zu sein, etliche Szenentrenner im Zeitraffer unterstreichen diesen Eindruck, und die Anmutung ist insgesamt weniger trutschig als zu Beginn 2016.“ „Das Herz dieser Reihe war bisher die Qualität der Interaktionen: Beziehungsalltag, Konflikt-Bewältigung & Streits mit Niveau, gewitzte Wortgeplänkel, die Fähigkeit zur Selbsterkenntnis und Selbstironie. Und über allem lag trotz existentieller Krisen eine wohlwollende Stimmung.“
Die Kritiker von TV Spielfilm werteten: „Nach dem Abschied vom eingespielten Paar Annette Frier und Christoph Maria Herbst wirkt die Dynamik zwischen den Schwestern noch ein bisschen steif. Aber die neue Figurenkonstellation bietet frische Entwicklungsmöglichkeiten vor der Postkartenkulisse Heidelbergs.“ Fazit: „Keine fünf Sterne, aber eine lustige Kurzweil.“